# Польдини, Эде
Эде Польдини (венг. Poldini Ede; 13 июня 1869, Будапешт, Австро-Венгерская империя — 28 июня 1957, Веве, кантон Во, Швейцария) — венгерский композитор.

## Биография
Внук итальянца, перебравшегося в Венгрию. Учился у пианиста Иштвана Томки в Будапеште, затем у Юлиуса Эпштейна (фортепиано) и Ойзебиуса Мандычевского (теория) в Венской консерватории. Выступал как пианист.
Дебютировал как композитор в 1892 году, положив на музыку патриотическое стихотворение Йозефа Байзы «Пробуждение» (венг. Ébresztő). В дальнейшем работал, главным образом, как автор опер и оперетт.
В 1908 году поселился в Швейцарии.

## Творчество
Наиболее популярная опера Польдини, одноактная «Бродяга и принцесса» (нем. Vagabund und Prinzessin, 1903), была представлена публике в Дрездене в 1916/17 годах под руководством дирижёра Ф. Райнера, с участием солистов Рихарда Таубера, Людвига Эрмольда, Минни Наст. Вторая известная работа Польдини — опера «Свадьба во время карнавала» (нем. Hochzeit im Fasching, 1924).
Помимо сценических работ, авторству Польдини принадлежат хоровые и инструментальные сочинения. Особую популярность приобрела фортепианная миниатюра «Танцующая кукла» (фр. La Poupée valsante) из цикла «Марионетки», переложенная для скрипки и фортепиано Фрицем Крейслером.